# Grand Prix USA 1963
Grand Prix USA 1963 (oficiálně VI Grand Prix of the United States) se jela na okruhu Watkins Glen International ve Watkins Glen v New Yorku ve Spojených státech amerických dne 6. října 1963. Závod byl osmým v pořadí v sezóně 1963 šampionátu Formule 1.

## Závod
| Poř.   | No. | Jezdec                  | Konstruktér    | Počet kol | Čas/Odstoupení    | Pořadí na startu | Body |
| ------ | --- | ----------------------- | -------------- | --------- | ----------------- | ---------------- | ---- |
| 1      | 1   | Graham Hill             | BRM            | 110       | 2:19:22.1         | 1                | 9    |
| 2      | 2   | Richie Ginther          | BRM            | 110       | + 34.3            | 4                | 6    |
| 3      | 8   | Jim Clark               | Lotus-Climax   | 109       | + 1 kolo          | 2                | 4    |
| 4      | 5   | Jack Brabham            | Brabham-Climax | 108       | + 2 kola          | 5                | 3    |
| 5      | 24  | Lorenzo Bandini         | Ferrari        | 106       | + 4 kola          | 9                | 2    |
| 6      | 12  | Carel Godin de Beaufort | Porsche        | 99        | + 11 kol          | 19               | 1    |
| 7      | 21  | Peter Broeker           | Stebro-Ford    | 88        | + 22 kol          | 21               |      |
| 8      | 11  | Jo Bonnier              | Cooper-Climax  | 85        | + 25 kol          | 12               |      |
| 9      | 23  | John Surtees            | Ferrari        | 82        | Motor             | 3                |      |
| 10     | 16  | Jim Hall                | Lotus-BRM      | 76        | Převodovka        | 16               |      |
| 11     | 3   | Bruce McLaren           | Cooper-Climax  | 74        | Palivové čerpadlo | 11               |      |
| Ret    | 14  | Jo Siffert              | Lotus-BRM      | 56        | Převodovka        | 14               |      |
| Ret    | 4   | Tony Maggs              | Cooper-Climax  | 44        | Zapalování        | 10               |      |
| Ret    | 18  | Rodger Ward             | Lotus-BRM      | 44        | Převodovka        | 17               |      |
| Ret    | 6   | Dan Gurney              | Brabham-Climax | 42        | Šasi              | 6                |      |
| Ret    | 10  | Pedro Rodríguez         | Lotus-Climax   | 36        | Motor             | 13               |      |
| Ret    | 9   | Trevor Taylor           | Lotus-Climax   | 24        | Elektronika       | 7                |      |
| Ret    | 17  | Masten Gregory          | Lola-Climax    | 14        | Motor             | 8                |      |
| Ret    | 22  | Hap Sharp               | Lotus-BRM      | 6         | Odstoupil         | 18               |      |
| Ret    | 25  | Phil Hill               | ATS            | 4         | Olejové čerpadlo  | 15               |      |
| Ret    | 26  | Giancarlo Baghetti      | ATS            | 0         | Olejové čerpadlo  | 20               |      |
| WD     | 7   | Walt Hansgen            | Lotus-Climax   |           |                   |                  |      |
| WD     | 15  | Innes Ireland           | Lotus-BRM      |           | Zranění           |                  |      |
| WD     | 19  | Ernie de Vos            | Stebro-Ford    |           | Neměl vůz         |                  |      |
| Zdroj: |     |                         |                |           |                   |                  |      |

## Průběžné pořadí po závodě
Pohár jezdců
|        | Pořadí | Jezdec         | Body    |
| ------ | ------ | -------------- | ------- |
|        | 1      | Jim Clark      | 51 (55) |
|        | 2      | Richie Ginther | 28 (30) |
| 2      | 3      | Graham Hill    | 22      |
| 1      | 4      | John Surtees   | 22      |
| 1      | 5      | Bruce McLaren  | 14      |
| Zdroj: |        |                |         |

Pohár konstruktérů
|        | Pořadí | Konstruktér    | Body    |
| ------ | ------ | -------------- | ------- |
|        | 1      | Lotus-Climax   | 51 (56) |
|        | 2      | BRM            | 35 (37) |
|        | 3      | Ferrari        | 24      |
|        | 4      | Cooper-Climax  | 21      |
|        | 5      | Brabham-Climax | 18      |
| Zdroj: |        |                |         |